# Remote Shell
| Anwendung  | RSH             | RSH             | RSH             | RSH             | RSH             |
| Transport  | TCP             | TCP             | TCP             | TCP             | TCP             |
| Internet   | IP (IPv4, IPv6) | IP (IPv4, IPv6) | IP (IPv4, IPv6) | IP (IPv4, IPv6) | IP (IPv4, IPv6) |
| Netzzugang | Ethernet        | Token Bus       | Token Ring      | FDDI            | …               |

Das Programm Remote Shell (RSH) ist ein Programm unter Unix, das es ermöglicht, auf einem entfernt stehenden Rechner Kommandos und Programme ausführen zu lassen. Dabei werden die Ausgaben des auf dem entfernten Rechner laufenden Programmes an den lokalen Rechner weitergeleitet. Das RSH-Programm wird eingesetzt, um andere Rechner im Netzwerk zu warten oder auf ihnen Programme laufen zu lassen, ohne dass der Anwender direkt am entfernten Rechner angemeldet sein muss.
RSH gehört zu den sogenannten Berkeley Remote-Utilities zum Fernzugriff auf Rechner mit Unix-Betriebssystem und wurde ursprünglich an der University of Berkeley entwickelt. Es benutzt üblicherweise den standardisierten TCP-Port 514 und war Bestandteil der im Jahr 1977 herausgegebenen ersten BSD-Unix-Distribution.
Ob ein anderer Rechner dazu berechtigt ist, auf einen Rechner über RSH zuzugreifen wird dabei aber nur über die IP-Adresse, den Quellport und die Benutzerkennung (User-ID) geprüft. Da diese Informationen leicht zu fälschen sind, ist diese Art der Fernwartung sehr unsicher. Als Alternative sollte man das sicherere SSH nutzen.
Modernere Varianten von rsh, z. B. die Variante von Opensolaris, unterstützen zusätzlich die Authentifizierung via Kerberos und die Verschlüsselung der übertragenen Daten. Auch für neuere Implementierungen des RSH-Befehls gibt es die Möglichkeit, eine Kerberos-Authentifizierung durchzuführen. 